# جلالیه، خیبر پهتونخوا
جلالیه (به انگلیسی: Jalalia) یک منطقهٔ مسکونی در پاکستان است که در خیبر پختونخوا واقع شده‌است. جلالیه ۹۱۹ متر بالاتر از سطح دریا واقع شده‌است.